# Marcel Eger
Marcel Eger (23 marzo 1983) è un ex calciatore tedesco, di ruolo difensore.